# 呼啸山庄 (1939年电影)
《呼啸山庄》（英語：Wuthering Heights），1939年美国黑白电影，威廉·惠勒执导，制片塞缪尔·戈德温。

## 演员
- 劳伦斯·奥利弗饰演希斯克利夫
- 梅尔·奥伯伦饰演凯瑟琳·恩萧
- 大衛·尼文饰演埃德加·林顿
- 弗洛拉·羅布森（英语：Flora Robson）饰演埃伦·迪恩
- 唐纳德·克里斯普饰演 Dr. Kenneth
- 傑拉爾丁·菲茨杰拉德（英语：Geraldine Fitzgerald）饰演 伊莎贝拉·林顿
- 利奧·G·卡羅爾（英语：Leo G. Carroll）饰演约瑟夫
- 休·威廉斯（英语：Hugh Williams）饰演亨德雷·恩萧
- 邁爾斯·曼德（英语：Miles Mander）饰演洛克伍德
- 塞西爾·凱拉韋（英语：Cecil Kellaway）饰演恩萧先生

## 外部連結
- 互联网电影数据库（IMDb）上《咆哮山莊》的资料（英文）
- TCM电影资料库上《咆哮山莊》的资料（英文）
- AllMovie上《咆哮山莊》的资料（英文）
- 爛番茄上《咆哮山莊》的資料（英文）